# 신동욱 (가수)
신동욱(1978년 1월 18일 ~ )은 대한민국의 가수이다.

## 학력
- 충암고등학교
- 동아방송예술대학교 방송연예과

## 출연 작품

### 방송 프로그램
- 데뷰 (올리브TV)
- 더 폰 시즌 1 (tvN)
- 절대남자 (XTM)
- 잘난 걸 어떡해 (KBS2)

### 광고
- 2000년 오리온 말랑쏙 초코쏙 (공효진과 함께 출연)